# 新常態
新常態（英語：new normal）是指經濟、社會等在危機後的一種穩定狀態，但這種狀態與危機開始前的情況不同。該術語被用於描述第一次世界大战、九一一事件、2007年—2008年環球金融危機、经济大衰退的餘波、COVID-19疫情和其他事件。

## 使用歷史

### 第一次世界大戰
1918年，亨利·A·懷斯·伍德提出了一個兩難困境：
為了解決我們面臨的問題，我們必須把我們的時代分為三個時期：戰爭時期、過渡時期和新常態時期，新常態無疑將取代舊常態。因此，擺在我們面前的問題大致有兩個：我們如何在最短的時間內，以最小的代價從戰爭過渡到新常態？關於這點，新常態是否應與舊常態有所不同？

### 網際網路泡沫
2003年，羅傑·麥克納米接受《快公司》採訪時廣泛使用了該術語，他當時描述了網際網路泡沫破滅後商業和金融方面技術發展的新常態：
忘掉「下一件大事」吧，下一件大事已經開始了。這就是所謂的「新常態」，而2003年將是新常態的第一年。新常態並不是等待下一次繁榮。這關係到你的餘生。……事情如此緊迫，以至於盡職調查、領導力、招聘和投資的每項標準都被放寬了。新常態是關於現實生活和現實時間的。第一次就把事情做對比快速完成事情更重要。
——羅傑·麥克納米，《快公司》

### 2005年禽流感
2005年，彼得·M·桑德曼（Peter M. Sandman）和喬迪·拉納德（Jody Lanard）在談到操縱公眾對禽流感態度的方法時使用了該術語。他們解釋說，對流感疫情等新風險，最初的，通常是暫時的恐惧是值得引導的，這個初始階段是一個「可教的時刻」，並提供了建立「新常態」的機會。

### 2008年金融危機
該術語的使用是為了警告經濟學家和政策制定者相信工業經濟將恢復到2007年—2008年金融危機後的最新水平
2009年1月29日《費城城市報》的封面故事做最好的準備，引用了保羅·格洛弗的話說「社區發展需要新常態」。
在2010年佩爾·雅各布森紀念演講，穆罕默德·埃里安在國際貨幣基金組織發表「引導工業國家的新常態」。埃里安在演講中表示：「我們使用這個術語是為了讓討論超越這危機只是皮肉傷的觀念……相反，這危機切中要害。這是一個非同尋常的多年時期的必然結果，這絕不是正常的。」埃里安的演講引用了彭博新聞記者瑞奇·米勒（Rich Miller）和馬修·班傑明（Matthew Benjamin）於2008年5月18日撰寫的文章，首次使用了該術語：「後次級經濟意味著美國的低增長成為新常態。」
該術語隨後被ABC新聞、BBC新聞、纽约时报使用，並成為2012年第二次美國總統辯論主持人坎蒂·克勞利提問的一部分。

### 2012年中國經濟下行壓力
2012年後，中國宏觀經濟面臨巨大的下行壓力，增速从两位数水平（2007年—2009年金融危机前）下降至2014年的7%左右。2014年，中国共产党总书记习近平发表声明，表明中国正在进入“新常态”。这个词随后被媒体普及，指的是在可预见的未来，中国的经济增长率有望达到7%。这表明中国政府对中长期经济增长温和但或许更加稳定的预期。

### COVID-19疫情
在2019冠状病毒病疫情早期，「新常態」一詞被用來指疫情期間人類行為的變化或疫情後可能的變化。
2020年5月，堪薩斯大學醫院醫師預測，在解除封城後，大多數人的日常生活將在疫情期間發生變化。這將包括降低人與人之間的接觸，例如握手和擁抱，以及與他人保持距離，即所謂的社交距離。他們預測疫苗問世後情況會再次改變。

## 批評
一些評論員反對媒體在描述非典型情況或行為時過度使用和濫用該術語，從而使其淪為陳腔濫調。

## 流行文化
- 《另类家庭》（英語：The New Normal），美國電視喜劇，於2012年9月10日至2013年4月2日在NBC播出。

## 延伸閱讀
- . Lawyers Committee for Human Rights. 2003  [2023-07-22]. （原始内容存档于2023-07-22）.
- Briscoe, Jill. . Muptnomah Publishers. 2005  [2023-07-22]. （原始内容存档于2023-07-22）.
- Etzioni, Amitai. . GoodNew Brunswick, New Jersey: Transaction Publishers. 2015  [2023-07-22]. （原始内容存档于2023-07-22）.
- McNamee, Roger; David, Diamond. . New York: Portfolio. 2004  [2023-07-22]. （原始内容存档于2023-07-22）.
- Porter, Suzanne. . Author House. 2003  [2023-07-22]. （原始内容存档于2023-07-22）.
- Taylor, Vickie. . Counseling Service Unit of the FDNY. 2002  [2023-07-22]. （原始内容存档于2023-07-22）.

## 外部連結
- Our new normal, in pictures （页面存档备份，存于）
- The New Normal? （页面存档备份，存于）